# Урбанський Анатолій Ігорович
Анатолій Ігорович Урбанський (нар. 21 червня 1975, Одеса) — український політик, безпартійний. Голова Одеської обласної ради VII скликання з 12 листопада 2015 по 21 серпня 2019 року. Народний депутат України 9-го скликання від 143-го виборчого округу. Член депутатської групи «За майбутнє». Член Комітету Верховної Ради з питань бюджету.

## Життєпис
У 1997 р. закінчив Одеський державний морський університет за спеціальністю «Організація перевезень і управління на морському транспорті», кваліфікація — інженер з експлуатації морського транспорту.
З 1997 р. працював в інвестиційних компаніях.
З 2005 р. займався підприємницькою діяльністю в судноремонтних компаніях.
З 2009 р. — менеджер з питань управління та адміністративної діяльності, консультант з ремонту та технічного обслуговування суден ВАТ «ДУНАЙСУДНОРЕМОНТ» (м. Ізмаїл).
У 2011 р. за рішенням загальних зборів акціонерних товариств обраний членом Наглядових рад ПАТ «ДУНАЙСУДНОРЕМОНТ» та ПАТ "ІЗМАЇЛЬСЬКИЙ РІЧКОВИЙ ПОРТ «Дунайсудносервіс».
У 2015 р. обраний депутатом Одеської обласної ради від міста Ізмаїл.
У 2019 р. обраний народним депутатом України.

## Громадсько-політична діяльність
У 2014 р. заснував Благодійний фонд «Фонд Урбанського „Придунав'я“», який опікується сферами освіти, охорони здоров'я, спорту і фізичної культури; соціального захисту і соціального забезпечення населення Ізмаїльського, Ренійського та Болградського районів.
У 2015 р. обраний депутатами обласної ради головою Одеської обласної ради.
На парламентських виборах 2019 року як самовисуванець здобув перемогу в одномандатному виборчому окрузі № 143 (м. Ізмаїл, Ізмаїльський, Ренійський райони, частина Болградського району). На час виборів був головою Одеської облради, безпартійним. Проживав у м. Одеса.
Під час виборів громадянська мережа ОПОРА зафіксувала, що «Фонд Урбанського „Придунав'я“» розповсюджував безкоштовні продукти харчування серед школярів на території округу, де балотувався та згодом переміг Урбанський.
Вже під час роботи у Верховній Раді заявив, що готовий взяти на поруки народного депутата Ярослава Дубневича, який через звинувачення у побудові масштабних корупційних схем втратив депутатську недоторканність та був заарештований.
3 серпня 2020 року очолив Одеську обласну організацію політичної партії «ЗА МАЙБУТНЄ».
29 січня 2021 року Анатолій Урбанський став співголовою новоствореного міжфракційного об'єднання у Верховній Раді «За українську Бессарабію». При цьому ще одним співголовою стала народний депутат Опозиційної платформи — За життя Тетяна Плачкова. У 2019 році Плачкова була учасницею форуму разом із організатором сепаратистського проекту Бесарабська народна республіка Віталієм Барвиненком, якого голова СБУ звинувачував у спробі збройного нападу на українські території за сценарієм ДНР та ЛНР.
Займався підкупом виборців, зокрема благодійний фонд самовисуванця Анатолія Урбанського «Придунав'є» подарував солодощі дітям міста Ізмаїла.

## Статки
У 2020 році Анатолій Урбанський вказав у своїй декларації, що має біткойни на суму 756 мільйони гривень. Вкладати гроші в біткойни він почав у 2017 році. При аналізі його декларацій за попередні роки журналісти Центру журналістських розслідувань виявили, що вказані суми готівки Урбанського зменшилися лише на кілька мільйонів. Тому невідомо, на які кошти нардеп придбав криптовалюту.
Наприкінці квітня Урбанський повідомив Радіо Свобода, що за наполяганням молодшого брата «набув понад 4,2 тисячі біткойнів у власність ще у 2014 році», «і коштувало кардинально інших грошей». У гривневому еквіваленті вартість задекларованих Урбанським біткойнів станом на дату публікації (24 квітня) сягає майже 6 мільярдів.
Інтернет-видання «Центр журналістських розслідувань» повідомили про те, що народний депутат України VIII скликання Олександр Урбанський та його брат Анатолій Урбанський, екс-Голова Одеської обласної ради, обраний народним депутатом IX скликання не задекларували чеську фірму.

## Боротьба з рекламою цінностей ЛГБТ-спільноти
27 січня 2021 року Урбанський став ініціатором звернення до прем'єр-міністра Дениса Шмигаля із закликом прибрати з українських бібліотек книжку «Принцеса+принцеса: довго і щасливо». Книжка рекомендована дітям від п'яти років. Нардепи заявили, що вона пропагує одностатеві стосунки, і тому має бути вилучена з усіх дитячих і шкільних бібліотек.
«Я завжди був і залишаюсь прихильником традиційних сімейних цінностей в Україні, тому не можу пройти осторонь новин щодо цього коміксу про одностатеві стосунки, який ще й поширюють серед дитячих та шкільних бібліотек. Це неприпустимо, в такий непростий для українців період ми навпаки повинні робити все, аби сім'я була міцною, а діти виховувались на стійких моральних національних основах. Ми з колегами проти таких експериментів над дітьми і вважаємо, що така пропаганда одностатевих відносин суперечить державним цінностям», — заявив Урбанський.
Заяву Урбанського та звернення народних депутатів з цього приводу поширило і публічно підтримало релігійне об'єднання Всеукраїнський собор, координатором якого є Олександр Турчинов.

## Особисте життя
Одружений, має двох доньок.